# 日立電線
日立電線株式会社（ひたちでんせん、英: Hitachi Cable, Ltd.）は、日立グループで電線・ケーブルの製造を行なっていた会社。2013年7月1日に日立金属株式会社（現・株式会社プロテリアル）に吸収合併された。
電線業界では電線御三家（住友電工(売上2兆338億　2011年3月期)・古河電工(売上9257億　同)・フジクラ(売上5218億　同））に次いで4位（売上4192億　同）であった。
親会社である日立製作所からの分離独立を早期に果たした日立金属・日立化成（現・レゾナック）とともに、日立電線は日立御三家と呼ばれていたことに加え、いずれも日立製作所と共に春光グループの春光会および春光懇話会、三和グループの三水会およびみどり会の会員企業であった。

## 概説
1918年、日立製作所内に電線の自社製造工場を新設したのが起点。当時の中心人物は、後の初代会長であり日立製作所二代目社長の倉田主税である。その後、当時の日立製作所の6部門（電機・車両・機械・通信機・電線・鉄鋼）の中から電線と鉄鋼の2つを分社化することになり、1956年に日立電線と日立金属がそれぞれ分離独立している。

## 沿革
- 1918年 - 日立製作所内に電線製造工場を新設。
- 1956年4月 - 日立電線株式会社設立。
- 1961年10月 - 株式を東証二部、大証二部に上場。
- 1962年2月 - 東証一部、大証一部に指定替え。
- 2003年6月 - 委員会等設置会社へ移行。
- 2012年11月13日 - 日立金属と合併することを発表。存続会社は日立金属[4]。
- 2013年
  - 6月26日 - 上場廃止
  - 7月1日 - 日立金属に吸収合併[5]。

## おもな取り扱い製品
- 送電線、配電用ケーブルなど電線
- 光ファイバーケーブル、メタル通信ケーブル
- イーサネットスイッチ（Apresiaシリーズ）
- メトロ伝送装置（GMX, eWAVEシリーズ）
- VoIP製品（ワイヤレスIP電話機、IP-PBX）
- 放送・通信用アンテナ
- 化合物半導体など半導体材料
- ブレーキホースABSハーネスなど自動車部品
- 銅条、圧延銅箔など銅加工品
- 各種センサー

## 事業所
本社
- 東京都台東区

関西支社
- 大阪市中央区

支店
- 北海道支店（札幌市）
- 東北支店（仙台市）
- 茨城支店（日立市）
- 北陸支店（富山市）
- 中部支店（名古屋市）
- 中国支店（広島市）
- 四国支店（高松市）
- 九州支店（福岡市）
- 沖縄営業所（那覇市）

製造事業所
- 電線工場（日立市）
- 日高工場（日立市）
- みなと工場（日立市）
- 豊浦工場（日立市）
- 高砂工場（日立市）
- 土浦工場（土浦市）

## 国内関連企業
- 株式会社アドバンスト・ケーブル・システムズ
- 株式会社ジェイ・パワーシステムズ （住友電気工業株式会社と共同出資していた）
- 住電日立ケーブル株式会社 （住友電気工業株式会社他2社と共同出資）
- 東日京三電線株式会社
- 東北ゴム株式会社
- 株式会社日光商会
- 日本製線株式会社
- 日立アロイ株式会社
- 日立ケーブルプレシジョン株式会社
- 日立電線商事株式会社
- 日立電線ネットワークス株式会社
- 日立電線ファインテック株式会社
- 日立電線メクテック株式会社
- 日立電線ラバーテクノロジー株式会社
- 日立マグネットワイヤ株式会社
- 北海日立電線機販株式会社
- 日立電線フィルムデバイス株式会社

## 企業スポーツ（実業団スポーツ）
- バスケットボール - 日立電線ブルドッグス（JBL2） → 日立金属ブルドッグス（地域リーグ） → プロテリアル ブルドッグス
- 剣道 - 日立電線日高道場
- 陸上競技 - 日立電線マラソン部 → 日立物流グループ陸上部 → ロジスティード陸上部